# Стека
Стека или Стек (от итал. stecca — «палочка») — основной инструмент скульптора.
Стека — (итал. Stecca) сделанный из пальмового дерева, слоновой кости или железа инструмент в виде лопаточки, употребляемый скульпторами при леплении. См. (Ваяние) … Энциклопедический словарь Ф. А. Брокгауза и И. А. Ефрона

## Область применения
Применяется при лепке из глины, пластилина или других подобных по консистенции материалов.

Также инструмент используется при создании керамических изделий и для работы в технике металлопластики.

## Материал изготовления
Стека представляет собой небольшую палочку из дерева, металла, кости или пластика.

## Внешний вид
Такие палочки могут быть с расширением на рабочем конце в виде прямой, закруглённой либо скошенной лопаточки, ланцета или других форм.

## Разновидности
У стека может быть один рабочий конец или два — с обоих концов инструмента.
 Бывают также проволочные стеки — кольца различной кривизны на деревянных ручках.